# Castelvero
Castelvero è una frazione del comune di Vestenanova in provincia di Verona.
Dista dal capoluogo circa 4,8 km (percorrendo la SP 36), ma in realtà meno di 2 km in linea d’aria.

## Origini del nome
L'origine del nome Castelvero potrebbe derivare dall'unione delle parole latine "Castrum" e "Vetus", cioè Castello Vecchio.
Il toponimo è rilevato la prima volta in un documento del 1145, riguardante una lite tra il priore del monastero di San Mauro di Saline e i canonici di Badia Calavena per quanto riguardava la giurisdizione della locale chiesa di S. Salvatore.
In altri documenti medievali e moderni risultano altre versioni del nome, come "Castri Veteri", "Castroveteri", "Castroverio" e "Castelverio".

## Storia
Il ritrovamento, nel 1948, di alcune punte di frecce sul colle Castellaro, presso la contrada Maccadanzi, ha fatto ipotizzare l'esistenza di un manufatto difensivo risalente al 2500 a.C.

In età medievale si ha notizia dell'esistenza di un castello, di cui è ignota l'ubicazione, che apparteneva alla nobile famiglia dei Mezzagonnella. Con l'avvento della Serenissima Repubblica di Venezia arrivarono i Da Campo, nobili provenienti dal Trentino.
Una tela del pittore Giuseppe Dalla Corte, avente come soggetto le nozze mistiche di S. Caterina d'Alessandria, custodita nella chiesa parrocchiale di S. Caterina in Villa a San Giovanni Ilarione, e che riporta sullo sfondo il territorio circostante, presenta un piccolo castello stilizzato.

Altre brevi notizie arrivano dalle visite pastorali del Vescovo di Verona Gian Matteo Giberti. Se in quella del 1525 il parroco, don Callisto, ebbe l'ordine di liberarsi della sua concubina entro venti giorni, da quella del 1529 si ricava come la chiesa dei Santi Biagio e Salvatore, trovata in precarie condizioni, fosse sottoposta alla pieve di Tregnago e retta da un cappellano, don Domenico, originario di S. Giovanni Ilarione.
Le persone che potevano fare la Comunione (cioè considerate adulte) risultarono essere circa settanta; un anno dopo risulteranno essere novantatré su un totale di centotrenta abitanti; nel 1532, invece, si parla di cinquanta adulti su ottanta residenti.
 Nel Seicento si decise di abbattere la vecchia chiesa pericolante che sorgeva in contrada Chiesavecchia, come testimoniato nel verbale della visita pastorale del Vescovo Marco Giustiniani del 1634. A quel tempo gli abitanti di Castelvero erano centoventi e da poco era passata la terribile epidemia di peste del 1630.

Due secoli dopo, nel 1855, anche la chiesa seicentesca fu demolita in favore di un nuovo edificio di culto, l'attuale, costruito tra il 1856 e il 1857.
Circa dieci anni dopo, con l'annessione del Veneto al Regno d'Italia (1866), Castelvero fu inserito nel Comune di Vestenanova.
Il 7 giugno 1891, alle 2 di notte, un terremoto, con epicentro fra Tregnago e Badia Calavena, fece numerosi danni anche a Castelvero, in particolare nelle contrade Maccadanzi e Roveggi.

Agli inizi del XX secolo (1905) risale il primo tracciato dell'odierna Strada Provinciale "della Collina" (SP 36), che collega la località Collina, in Comune di Tregnago a Vestenanova. In previsione di un suo possibile utilizzo durante la Prima Guerra Mondiale, la strada fu ampliata e modificata nel 1914.
Nel secondo conflitto mondiale Castelvero fu teatro di tragici episodi violenti compiuti dai nazi-fascisti. Il 10 luglio 1944, durante alcune rappresaglie, furono uccisi alcuni residenti, nonché bruciati vari fienili per il sospetto che al loro interno si nascondessero dei partigiani.
Nel secondo dopoguerra la frazione, come tante altre località di collina e di montagna, vide molti suoi abitanti partire come emigranti verso i centri industriali del Nord Italia, ma pure verso altri stati europei, come la Francia. Già a fine Ottocento alcune persone erano partite per l'Argentina.

## Monumenti e luoghi d'interesse

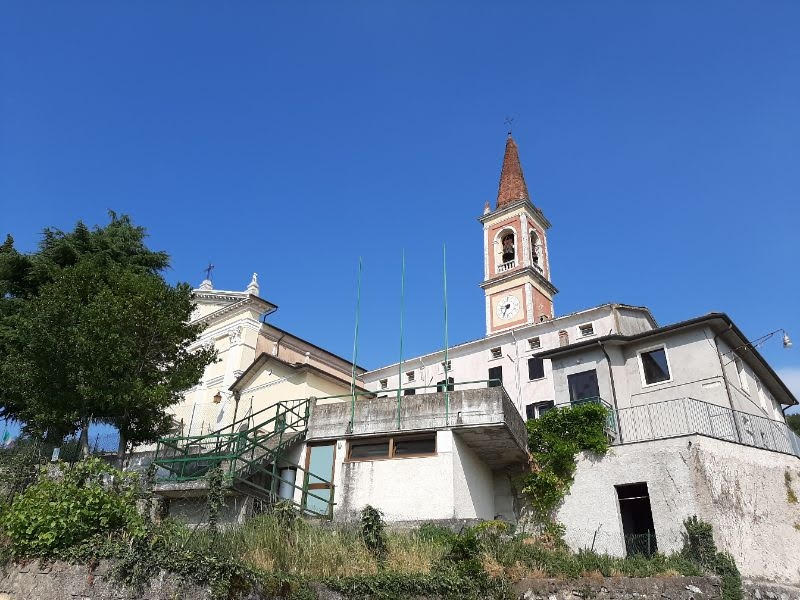
Chiesa parrocchiale dei Santi Salvatore e Biagio

- Chiesa dei Santi Salvatore e Biagio

Il primo edificio sacro fu fondato nel X o nell'XI secolo, ma venne riedificato nel Quattrocento nella località Chiesavecchia. Elevata a rettoria nel 1529, fu abbattuto in quanto pericolante.
La nuova chiesa, costruita in altra posizione tra il 1626 ed il 1640, venne a sua volta atterrata nell'Ottocento in quanto ritenuta insufficiente a contenere i fedeli del paese. Tra il 1855 ed il 1857 sorse così l'attuale luogo di culto, mentre la torre campanaria risale al 1875. Capomastro dei lavori fu un certo Mattio Granoto di Valdagno. 

La chiesa, che si presenta con una facciata neoclassica, mentre l'interno è ad aula unica, fu consacrata nel settembre 1937 dal Vescovo di Verona Girolamo Cardinale.
- Targa commemorativa emigranti in Argentina

Questa targa fu posata nel piazzale della chiesa parrocchiale nel 2000, a cura del locale Gruppo Alpini, a ricordo dei coniugi Zandonà Luigi e Teresa, emigrati in Argentina da Castelvero nel 1885.
- Monumento all’Oco

Il 16 aprile 2016 è stato inaugurato il Monumento all’Oco, nelle vicinanze della chiesa, a nord del paese.

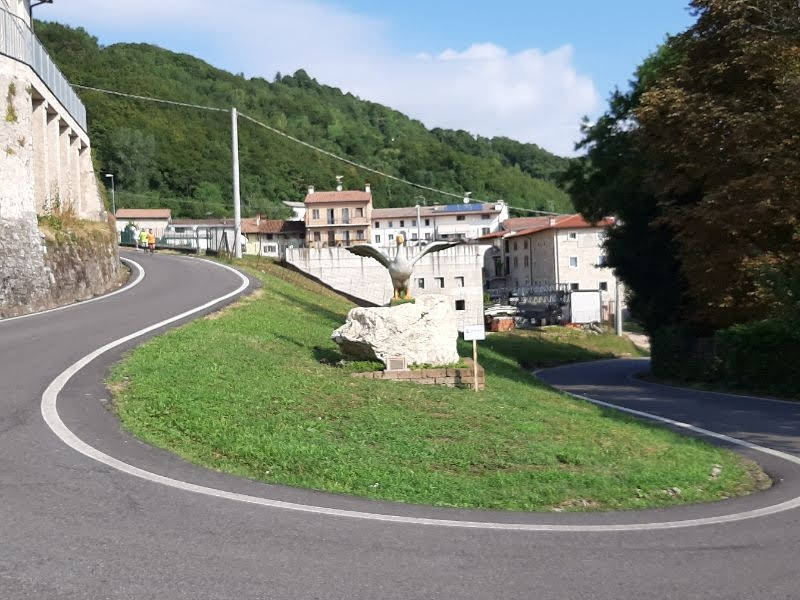
Monumento all'Oco.

## Eventi
- Passeggiata con l’oco

Si tratta di una competizione tra oche, ciascuna guidata da un “fantino”, una per ogni contrada del paese.
I fantini possono guidare il proprio “oco” senza mai toccarlo, tranne che col capo. Il percorso è lungo circa 700 metri e viene coperto dal fantino quasi interamente piegato verso il basso, utilizzando soprattutto le mani per tenersi in equilibrio e sospingendo l’animale in avanti. Il record di velocità con il quale è stato percorso l’anello di gara è attualmente di circa sei minuti.
Per l’occasione il paese si decora, contrada per contrada, con drappi e bandiere del proprio colore.
Si tratta di una buona occasione per far rivivere un certo spirito di appartenenza a Castelvero sia degli abitanti che degli emigrati che in questo periodo soggiornano nel paese natale.